# Iwadare Kunihiko
Iwadare Kunihiko est un nom japonais traditionnel ; le nom de famille (ou le nom d'école), Iwadare, précède donc le prénom (ou le nom d'artiste).
Compléments
Cofondateur du groupe NEC.
Iwadare Kunihiko (岩垂 邦彦), né le 15 août 1857 à Kokura au Japon et décédé à l'âge de 84 ans le 20 décembre 1941, est un ingénieur et entrepreneur japonais. Employé de Thomas Edison, il est l'un des trois fondateurs du groupe NEC avec Takeshiro Maeda et Walter Tenney Carleton (en).

## Biographie
Second fils de Syuzou Kitamura, serviteur du clan Ogasawara, qui est tué par un camarade, Kunihiko hérite de l'ancien nom de son père, Iwadare. Avec son frère aîné Kanji Kitamura, il cherche d'abord à venger la mort de son père avant d'abandonner. Il étudie la technologie occidentale à l'école impériale d'ingénieurs du Japon de Tokyo d'où il sort diplômé en juin 1882. Il travaille ensuite en tant qu'ingénieur du télégraphe pour le gouvernement japonais jusqu'en juin 1886. Désirant travailler auprès de Thomas Edison, auréolé pour son invention de la lampe à incandescence, il quitte le Japon au départ de Yokohama et arrive à New York début juillet 1886 avec une lettre de recommandation d'un ami de la compagnie Messers, Frazer & Co., distributeur officiel des produits Edison au Japon, pour Charles Bachelor, assistant d'Edison. Il est ainsi embauché pour travailler à la chambre d'essai de la boutique de la rue Goerck à Manhattan où il rencontre Robert T. Lozier et Henry Stephenson. En janvier 1887, il est transféré à la section de fabrication des machines à Schenetady dans l'État de New York. 
En octobre 1887, il prend deux semaines de vacances à New York et rencontre un Japonais originaire d'Osaka qui cherche un ingénieur pour la jeune Osaka Dento (« compagnie de lampes électriques d'Osaka ») qui vise à concurrencer celle de Tokyo soutenue par Edison. Iwadare lui conseille alors d'adopter le courant alternatif de l'époque alors qu'Edison donne la priorité au courant continu.  Les associés de celui-ci lui demandent alors de le licencier, mais il est peu disposé à le faire sans preuves concrètes de trahison. Une série de correspondance montre qu'Edison avait beaucoup de considération pour Iwadare qui était un travailleur efficace et dévoué. 
Iwadare quitte la compagnie d'Edison en mars 1888 et de sa propre volonté. Il retourne au Japon afin d'y construire une industrie électrique. Il s'entretient avec la Westinghouse, Church, Kerr, & Co. pour devenir son distributeur officiel au Japon mais sans succès. Il rejoint la Osaka Dento en tant qu'ingénieur et supervise l'installation de 1 000 alternateurs en mai 1889. Il retourne aux États-Unis pour l'exposition universelle de 1893 à Chicago : « J'ai traversé le Pacifique pour voir l'exposition de Chicago et découvert la fusion de la compagnie d'Edison avec la Thomson-Houston pour former la General Electric. Les distributeurs de ces anciennes compagnie sont devenus ceux de la nouvelle. En raison d'une différence d'interprétation du contrat avec la compagnie d'Osaka, j'ai démissionné en mars 1895 ». Il réussit alors à devenir le distributeur officiel au Japon de la General Electric. Durant la même période, Western Electric est intéressé à étendre ses ventes d'équipement téléphonique au Japon et propose un partenariat limité avec Iwadare, leur représentant est Walter Tenney Carleton (en). Iwadare accepte et une nouvelle firme est créée en août 1898.
Le 17 juillet 1899, les traités inégaux entre le Japon et les puissances occidentales prennent fin et le partenariat limité est restructuré en une entreprise à capital mixte japonais et étranger de 200 000 yen, la Nippon Electric Company (« compagnie électrique nipponne »), dont Western Electric possède 54 %. L'opération est supervisé par Harry Bates Thayer (en). Le but premier de la nouvelle société, exprimé par son slogan « Meilleurs produits, meilleurs services », est de permettre à ses clients d'acquérir des produits internationaux et de bénéficier d'un service de suivi après-vente efficace. Cette dernière notion ne sera reprise par les autres entreprises japonaises qu'un demi-siècle plus tard. Iwadare en est nommé directeur général. Il devient président du conseil d'administration en 1926.